# 拉艾 (萨尔特省)
拉艾（法語：Rahay，法語發音：[ʁa.ɛ]）是法国萨尔特省的一个市镇，属于马梅尔斯区。

## 地理
拉艾（47°57'40"N, 0°49'56"E）面积18.94 平方千米，位于法国卢瓦尔河地区大区萨尔特省，该省份为法国西北部内陆省份，北起顺时针与奥恩省、厄尔-卢瓦省、卢瓦-谢尔省、安德尔-卢瓦尔省、曼恩-卢瓦尔省和马耶讷省接壤，是法国大西部的入口，连接卢瓦尔河谷、布列塔尼和巴黎盆地。
与拉艾接壤的市镇（或旧市镇、城区）包括：瓦莱讷、巴尤、布赖河畔萨尔热、贝尔费、阿尼耶河畔孔夫朗、马罗勒莱圣卡莱、圣卡莱。

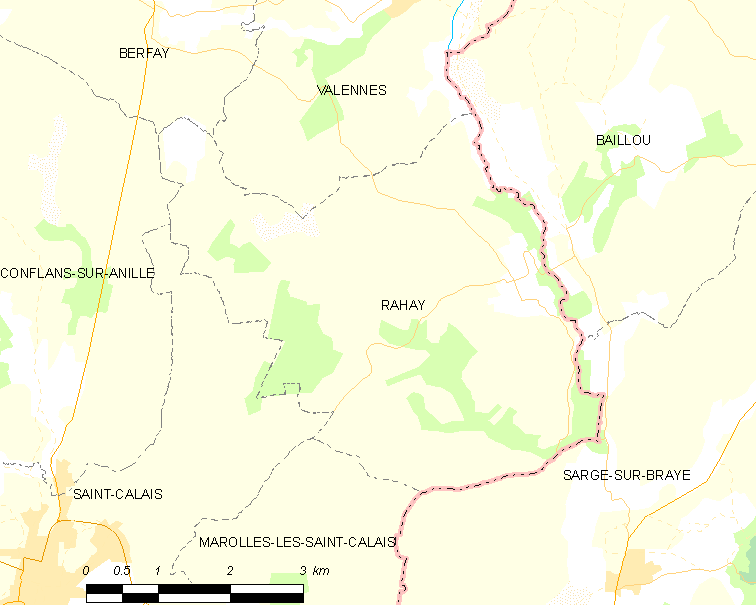
的OSM定位图

拉艾的时区为UTC+01:00、UTC+02:00（夏令时）。

## 行政
拉艾的邮政编码为72120，INSEE市镇编码为72250。

## 政治
拉艾所属的省级选区为圣卡莱县。

## 人口

1962-2008年间人口变化图示

拉艾于2022年1月1日时的人口数量为160人。